# Barbakan

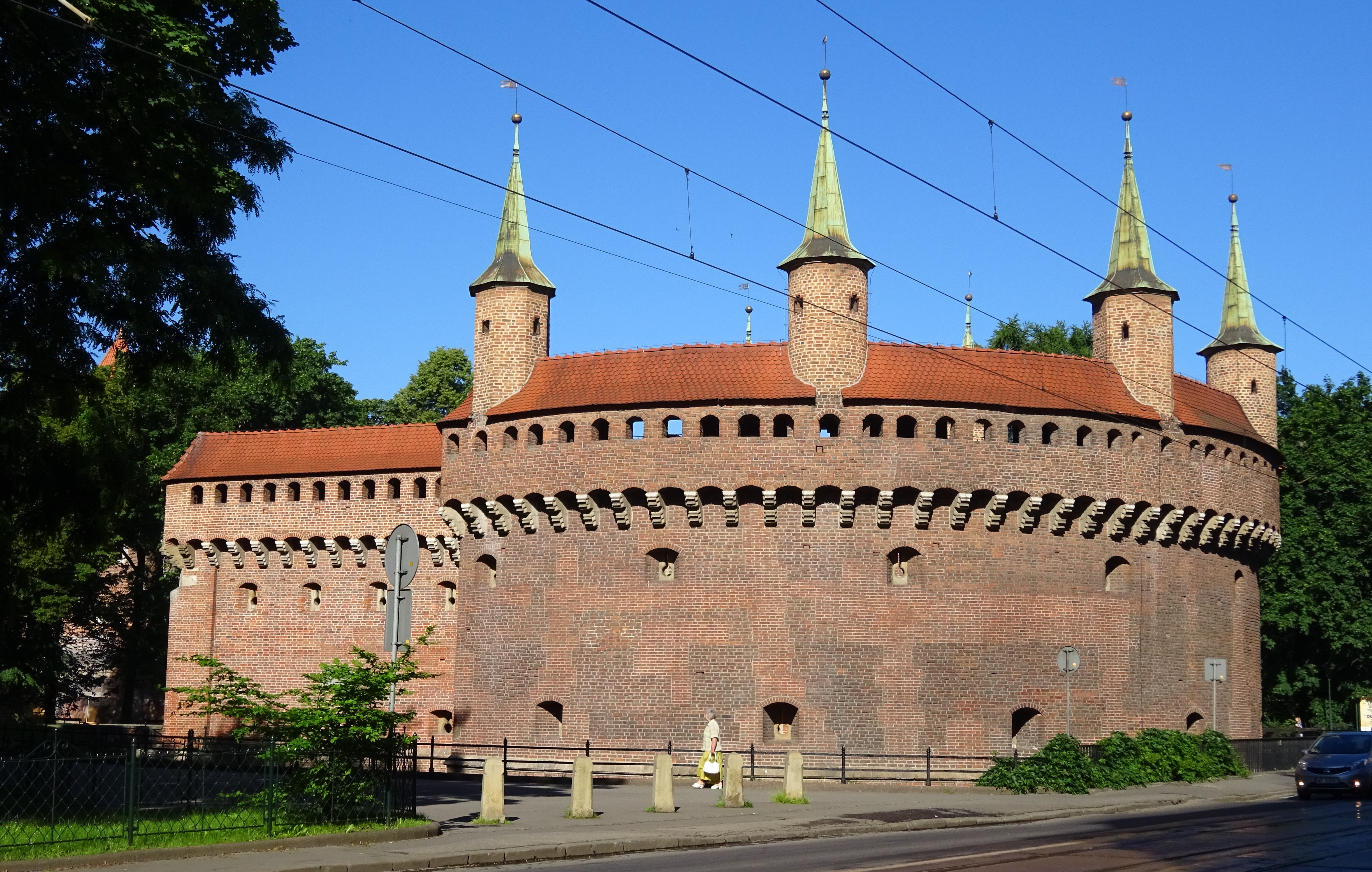
Barbakan w Krakowie

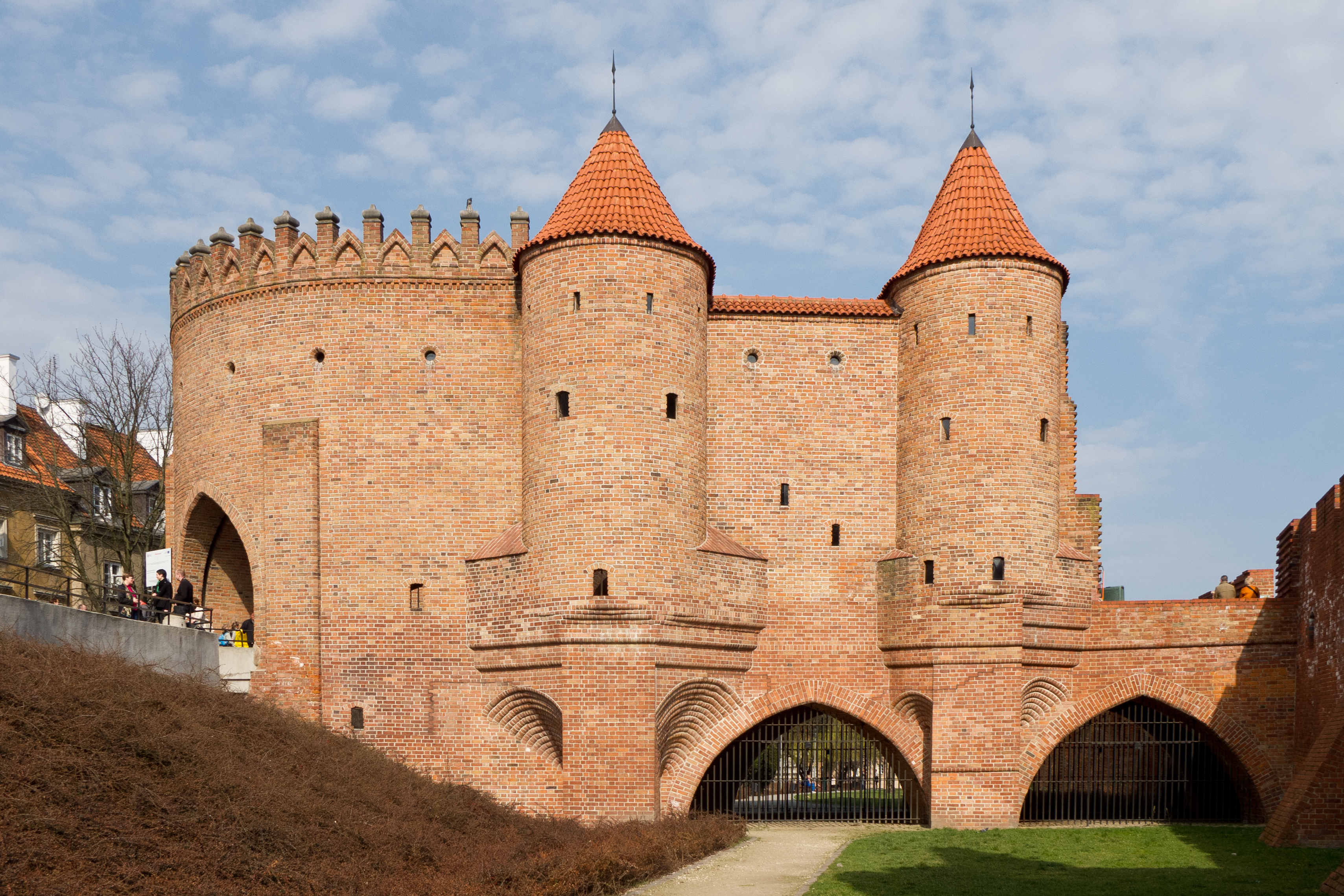
Barbakan w Warszawie

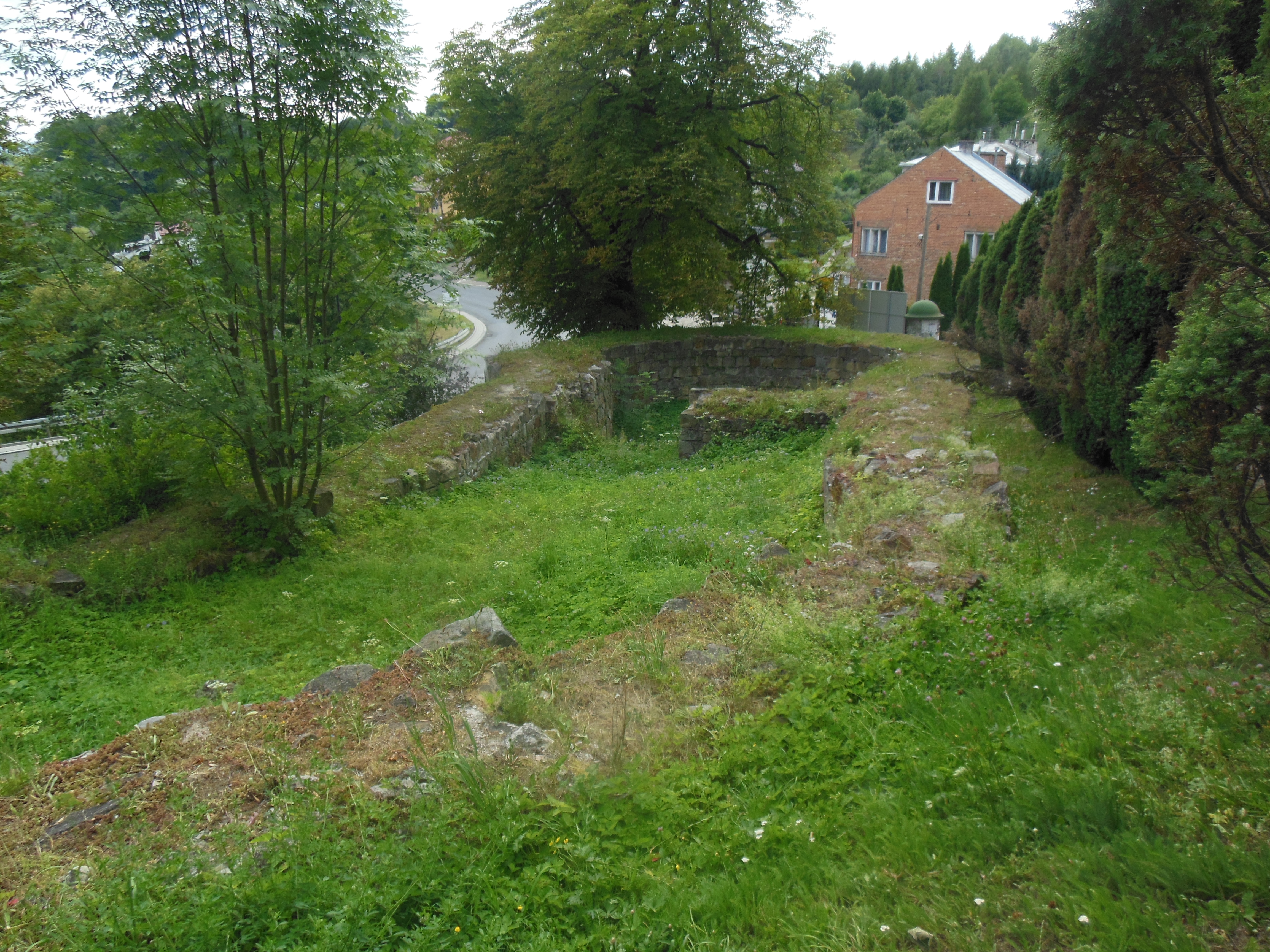
Ruiny Barbakanu w Bieczu

Barbakan – element średniowiecznego budownictwa obronnego, ważny składnik fortyfikacji miejskich, zazwyczaj w formie okrągłej, murowanej budowli wysuniętej przed linię murów obronnych i połączonej z bramą miejską za pośrednictwem osłoniętego przejścia.

## Historia
Barbakan składał się z osłoniętego przejścia (tzw. szyi), która łączyła mur obronny np. z: basztą, wieżą, basteją, rondlem, tarasem, bastionem lub rawelinem.
Barbakan rozpowszechnił się w średniowieczu i w różnych formach przetrwał do połowy XVIII wieku. Jego rozwinięciem był stosowany od XVI wieku rawelin. Najstarszy zachowany barbakan w Europie pochodzi z pierwszej połowy XIII wieku i znajduje się w Carcassonne we Francji.
Zadaniem barbakanu było poprzedzanie wejścia do miasta czy zamku, utrudniając w ten sposób pokonanie umocnień tego wejścia (np. bramy). Dawał też, podobnie jak wysunięte przed lico murów obronnych wieże, możliwość ostrzału bocznego. Załodze twierdzy ułatwiał z kolei wypady na wroga, ograniczając ryzyko wdarcia się oblegających do wnętrza.

## Barbakany w Polsce
Pierwszym barbakanem, jaki powstał na obecnych ziemiach polskich, był barbakan przed Bramą Starotoruńską z 1429 r. w Toruniu, wysadzony przez Szwedów w roku 1703. Drugi toruński barbakan, przed Bramą Chełmińską, pochodził z roku 1449.
Barbakany istniały również we Włocławku, Fromborku, Opolu, Wrocławiu (XV/XVI w.), Szczecinie – przy bramach Młyńskiej i Świętego Ducha, Stargardzie (przy trzech bramach: Świętojańskiej, Pyrzyckiej i Wałowej) oraz przy obu bramach Lwowa – Krakowskiej i Halickiej.
Zachowane barbakany w Polsce:
- w Krakowie przed Bramą Floriańską (XV w.),
- w Gdańsku (Katownia; XIV-XVI w.),
- w zamku biskupim w Siewierzu (XVI w.),
- na Jasnej Górze (XVII w. – rawelin),
- ruiny barbakanu w Bieczu (XVI – XVII w.),
- w Choszcznie, przy nieistniejącej Bramie Kamiennej (XV w.).
- na zamku Tenczyn.

Obecny barbakan warszawski jest prawie w całości rekonstrukcją powojenną, jednak z wykorzystaniem oryginalnych fundamentów i elementów murów. Rekonstrukcję wykonano na podstawie rycin z XVI wieku.